# Sifferbo
Sifferbo is een plaats in de gemeente Gagnef in het landschap Dalarna en de provincie Dalarnas län in Zweden. De plaats heeft 399 inwoners (2005) en een oppervlakte van 67 hectare. De plaats ligt in de buurt van de grens met de gemeente Borlänge.

## Verkeer en vervoer
Bij de plaats loopt de E16/Riksväg 70.